# 薩米利夫卡 (波洛希區)
47°35′10″N 36°41′51″E / 47.58611°N 36.69750°E
薩米利夫卡（烏克蘭語：Самійлівка）是位於烏克蘭東南部的村莊，由扎波羅熱州波洛希區的卡姆揚卡市鎮負責管轄。該村面積0.7平方公里，海拔高度163米，2001年人口119，人口密度每平方公里171.2人。